# نورث امریکن تی-۲۸
نورث امریکن تی-۲۸ تروجن (به انگلیسی: نورث امریکن اوییشن) یک هواگرد ملخ‌پیشین تک‌موتوره ساخت شرکت است. هواگرد نورث امریکن تی-۲۸ نخستین پروازش را در نیروی هوایی ایالات متحده آمریکا میلادی انجام داد. این هواگرد در سال ۱۹۵۰–۱۹۵۷ میلادی رسماً معرفی گردید. ۱۹۴۸ فروند از این هواپیما ساخته شده است.